# JANMAM

Struktur der 98. Fallschirmjäger-Division

JANMAM (Einheit 7298, auch Sajeret JANMAM) ist eine Spezialeinheit der israelischen Verteidigungsstreitkräfte. Die Bezeichnung ist ein Akronym von Jechidat Neged Metosim Mut’znahat (deutsch Flugabwehr-Fallschirmspringer-Einheit). Der Schwerpunkt der Einheit liegt auf der Tarnung im feindlichen Territorium und langfristiger Beobachtung als Fernspäher. Sie gehört zur 98. Fallschirmjäger-Division, auch bekannt als die Feuerformation (hebräisch עֻצְבַּת הָאֵשׁ, Utzbat HaEsh). Diese ist dem israelischen Zentralkommando untergeordnet.
JANMAM gehört zum Luftverteidigungskommando der israelischen Luftstreitkräfte. Die Streitkräfte stellen einen Luftverteidigungsschutz für Spezialkräfte bereit, die Aufklärungsmissionen durchzuführen haben, daher müssen sie über hervorragende Orientierungs- und Feldkampffähigkeiten verfügen und das Fallschirmspringerabzeichen erworben haben. Aufgrund der Art der Mission werden Personal und die Ausrüstung der Truppen auf dem Luftweg transportiert, weshalb die Truppen hauptsächlich aus der israelischen Fallschirmjäger-Brigade (hebräisch חטיבת הצנחנים, Chativat ha-Zanchanim) stammen. Die Hauptaufgabe besteht darin, schnell einsatzbereit zu sein und für einen begrenzten Zeitraum eine starke, aber sehr fokussierte Verteidigung sicherzustellen, bis stärkere, reguläre Kräfte am Einsatzort eintreffen.
Die Einheit verwendet die FIM-92 Stinger, eine infrarotgelenkte Luftabwehrrakete und das amerikanische High Mobility Multipurpose Wheeled Vehicle (kurz: Humvee), bekannt als Hummer.